# Vinilacetat
Vinilacetat je kemična spojina iz skupine karbokislin. Je brezbarvna vnetljiva tekočina.
Je kemično nestabilna, občutljiva na svetlobo in po navadi spontano polimerizira.

## Identifikacija snovi ali pripravka:
Brezbarvna tekočina, sladkobnega vonja. Idetifikacijsko število U.N. št.: 1301; EGS - smernice 607-023-00-0; označba nevarnosti 33.
 Uporaba snovi ali pripravka:

## Sestava s podatki o nevarnih sestavinah:
Vrelišče 72 °C,parni tlak v mb 120 pri 20 °C, tališče - 100 °C, relativna gostota hlapov (zrak=1) 2'98, specifična teža (voda=1) 0,93, vrednost MDK 10 mg/m3,sposobnost mešanja z vodo 2%.

## Ugotovitve o nevarnih lastnostih:
Napotki za nevarnost:

## Ukrepi za prvo pomoč:
Hlapi delujejo omamljajoče in dražijo oči. Neposredno delovanje tekočine povzroča draženje oči in kože.
Kocentracija 4000 ppm povzroči smrt po štirih urah.Ponesrečenca prenesemo na svež zrak. Tesno obleko zrahljamo. Pri zastoju dihanja mu dajemo do prihoda zdravnika umetno dihanje (kisik). Kontaminirane dele obleke je treba takoj odstraniti, prizadete dele telesa pa temeljito izprati z vodo. Pri poškodbah oči je treba oko 10-15 minut spirati z vodo. Takoj moramo poklicati zdravniško pomoč.

## Ukrepi ob požaru:
Hlapi se zelo lahko vžgejo.
Za gašenje manjših požarov uporabljamo aparate na prah ali ogljikov dioksid, za velike požare peno ali razpršen vodni curek
Gasilci morajo nadeti ognjevarno antistatično obleko, zaščitne rokavice, očala, po potrebi zaščito dihal z zaščitno masko s filtrom A (rjava barva).

## Ukrepi ob nezgodnih izpustih
Dobro prezračevanje, izsesavanje iz spodnjih delov prostora, varnostni ukrepi pred statično elektriko, gasilno pregrinjalo, steklenice za izpiranje oči, varnostna prha (pri ravnanju z večjimi količinami snovi)zaprte, ozemljene naprave, lokalno izsesavanje. Izvzamemo možnost stika z električnimi napravami, odprtim plamenom, iskrami in segrevanjem. Izogniti se moramo brizganju in pretakanju s prostim padom. S snovjo prepojeno obleko takoj zamenjamo.
Ne sme se izpuščati v kanalizacijo.

## Ravnanje z nevarno snovjo/pripravkom in skladiščenje
Posode morajo biti tesno zaprte in shranjene v zračnem prostoru.

## Nadzor nad izpostavljenostjo/varnost in zdravje pri delu
Obvezno periodično poučevanje delavcev in potrdila o preizkusih znanja; obdobni zdravniški pregled.

## Fizikalne in kemijske lastnosti
Plemenišče -8 °C, vžigalna temperatura 425 °C. Tekočina je zelo hlapna. Hlapi tvorijo z zrakom eksplozivne zmesi ki so težje od zraka. Eksplozijsko območje od 2,6-13,4 vol.%. Hitro polimerizira v stiku s peroksidi. Je lahko vnetljivo!

## Transportni podatki
Transportira se stabiliziran. Pri segrevanju se stabilizatorji hitro porabijo, zato obstaja nevarnost spontane polimerizacije in razjetja posode.